# Zerynthia
Zerynthia es un género de lepidópteros ditrisios de la familia Papilionidae, subfamilia Parnassiinae, propios de la región Paleártica occidental.

## Especies
Se reconocen las siguientes:
- Zerynthia caucasica - Cáucaso
- Zerynthia cerisyi - desde las orillas del Adriático hasta las del Caspio
- Zerynthia cretica - Creta
- Zerynthia deyrollei - Asia Menor, Siria y Líbano
- Zerynthia louristana - oeste de Irán
- Zerynthia polyxena - Europa, Cáucaso y Turquía hasta Kazajistán.
- Zerynthia rumina - sudoeste de Europa y norte de África.